# ألبرت فرانكل (طبيب)
ألبرت فرانكل (بالألمانية: Albert Fraenkel) (و. 1864 – 1938 م) هو طبيب، وأستاذ جامعي ألماني، توفي في هايدلبرغ، عن عمر يناهز 74 عاماً.